# Comté de Horn
Pour les articles homonymes, voir Horn.
920 – 1795
Entités suivantes :
- Principauté de Liège

La seigneurie puis comté de Horn (ou Hornes, Horne, Hoorne) était un fief d'Empire, vassal du comté de Looz, et situé à la marge septentrionale de celui-ci. Faute d'héritiers, il fut annexé aux domaines du prince-évêque de Liège en 1568. Son territoire se situe dans l'actuelle province de Limbourg. 

## Description

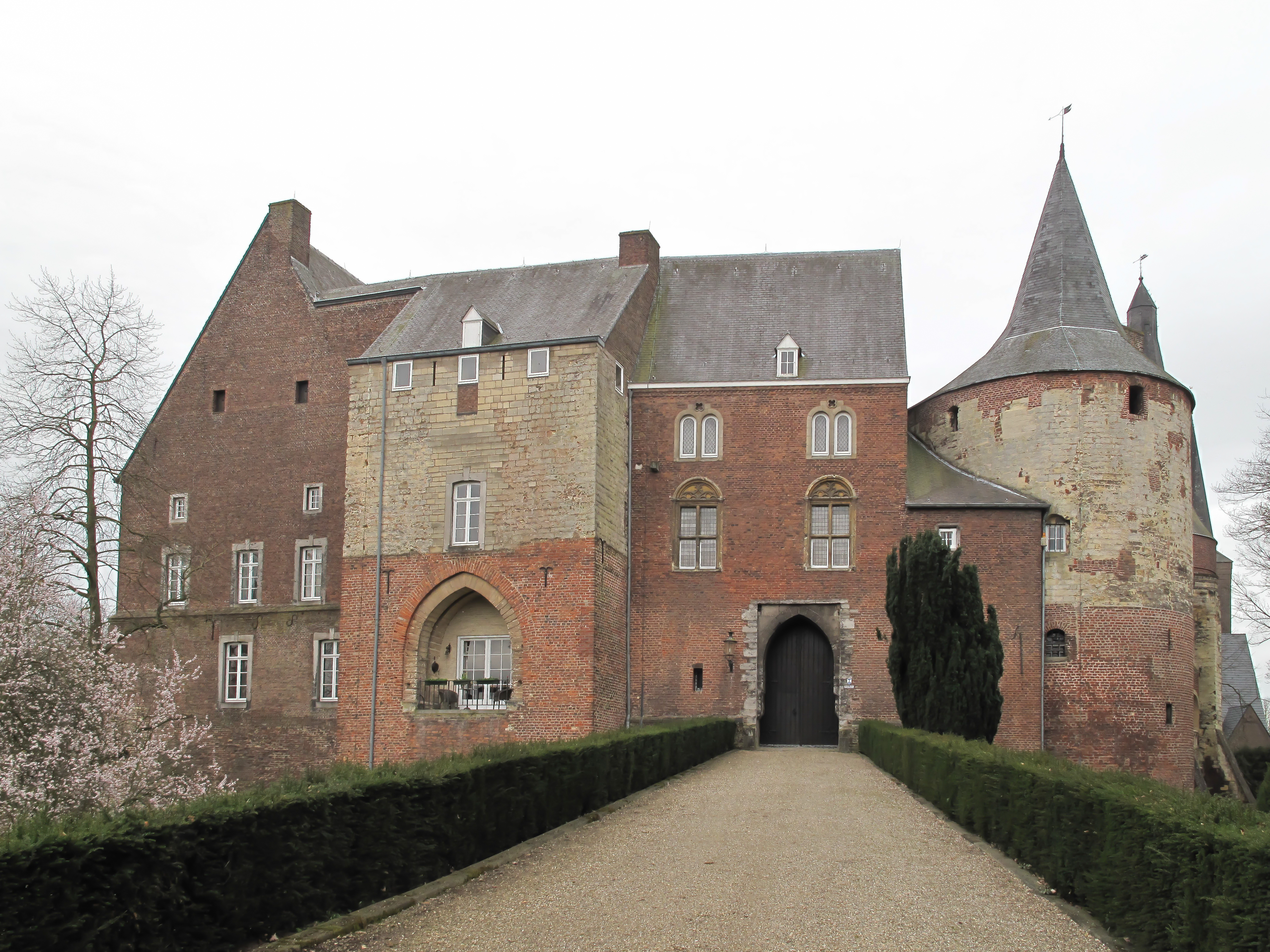
Le château de Horn

La seigneurie de Horn regroupait une dizaine de villages autour du château de Horn, qui en constituait le siège. Elle s'étendait le long de la Meuse, face à la ville de Ruremonde. Au sud, les terres de l'abbaye impériale de Thorn faisaient la jonction avec le reste du comté de Looz. Sur tout le reste de sa périphérie, la seigneurie était enclavée dans le quartier supérieur du duché de Gueldre.

## Histoire
La seigneurie est mentionnée pour la première fois dans un acte administratif en 1243. Il s'agit alors d'un fief mouvant du comte de Looz. En 1366, ce dernier devient une possession des princes-évêques de Liège, à la suite du conflit avec les derniers représentants de la maison de Heinsberg ; c'est pourquoi les armoiries des comtes de Looz et de ceux de Horn apparaîtront par la suite dans les armes du prince de Liège. 
Dès le XIIIe siècle, les seigneurs de Horn héritent d'Hedwdige d'Altena de riches domaines en Hollande, qui viennent s'ajouter à la seigneurie souche. Ils commencent à s'intituler comtes de Horn et d'Altena, bien qu'ils ne fussent alors comte ni dans l'une ni dans l'autre de ces terres. C'est finalement en 1450, que Horn est érigé en comté, avec probablement un privilège d'immédiateté qui ne fut pas respecté par la suite. Dès cette époque, les comtes de Horn sont en effet des clients du puissant principat bourguignon qui se constitue dans la région et prennent leur distance avec Liège. Les comtes de Horn servirent les ducs de Bourgogne puis la maison de Habsbourg, plaçant par ailleurs régulièrement des membres de leur famille au siège de Liège. De façon symptomatique, le comté fut ainsi placé dans le cercle de Bourgogne, plutôt que dans celui du Bas-Rhin comme le reste de la principauté. 
Pendant le deuxième tiers du XVIe siècle, la famille s'éteint peu à peu, les différentes branches ne parvenant pas à assurer leur descendance agnatique. En 1531, Jacques III comte de Horn, né vers 1480, meurt sans héritier, un an après son père Jacques II (frère de l'évêque Jean) ; il laisse le comté à son frère Jean II (né v. 1480/1495-1540). Malgré un prestigieux mariage avec Anne d'Egmont (tante d'autre Anne d'Egmond, 1re épouse du Taciturne), fille de Floris d'Egmont-Buren, sœur du comte Maximilien de Bueren et veuve de Josse de Montmorency-Nivelle, ledit Jean II de Horn n'a pas d'enfant. Il lègue donc ses biens à son beau-fils Philippe II de Montmorency-Nivelle, fils du premier lit de sa femme Anne d'Egmont avec Josse de Montmorency-Nivelle (lui-même fils de Philippe Ier et de Marie de Horn, dame de Montigny et de Lewarde, cousine germaine de Jacques et Jean de Horn), faisant ainsi entrer le comté dans la Maison de Montmorency. 
Philippe II de Montmorency-Nivelle, dernier comte de Horn, commença comme ses prédécesseurs par servir le principat bourguignon aux mains des Habsbourg d'Espagne. Il accumula les commandements et les charges qui le tinrent souvent à l'écart de ses terres : gouverneur de Gueldre, chambellan de l'Empereur, amiral de Flandre, etc. C'est en cette dernière qualité qu'il dirigea l'expédition maritime qui ramena son souverain en Espagne à l'été 1559. De retour quatre ans plus tard dans les Flandres, il prend la tête du mécontentement des nobles contre la politique de Granvelle, puis fait partie en 1566 des partisans de la clémence face aux iconoclastes. Ces prises de position politiques amenèrent le duc d'Albe, en 1568, à l'accuser de lèse-majesté et à en faire une des premières victimes du conseil des troubles.
Faute d’héritiers, et de toute façon sous le coup des placards sur la sédition, l’ensemble de ses biens dans les Pays-Bas fut mis sous séquestre. Le comté de Horn lui-même posait problème : mouvant du comté de Looz, mais élevé en comté immédiat de l’Empire, il se trouva finalement annexé par le comte de Looz, c’est-à-dire le prince-évêque de Liège, malgré quelques protestations de l’Espagne, qui, cependant ne voulut pas trop froisser un des princes catholiques de la région en pleine guerre de religion. L’occupation prit d’abord la forme d’une surintendance formelle à partir de 1576 puis d’une possession de plein droit en 1614.
En 1677, le roi d’Espagne créa pour les Horn-Bailleul une principauté de Horn (cf. l'article Hornes), sans rapport direct avec le comté originel. Ayant conservé ses institutions pendant la période liégeoise, ce dernier est supprimé à la fin du XVIIIe siècle par la révolution liégeoise puis l’occupation française.
Antoine-Joseph, comte de Horn, convaincu d'assassinat, fut roué vif en place de Grève à Paris le 26 mars 1720,.

## Armoiries
Les seigneurs puis comtes de Horn portent des armes parlantes, d'or à trois huchets de gueules virolés d'argent. Les huchets, sortes de cors de chasse dépourvus de courroie, forment un jeu de mots puisqu'ils se disent « horn » en plattdeutsch. Ces armes figurent parmi les quartiers du blason de la principauté de Liège, puis par la suite dans celui des provinces belge de Liège et néerlandaise de Limbourg. On les retrouve en outre en composition dans de nombreux blasons municipaux de la région.

## Dirigeants de Horn

### Seigneurs de Horn
- Engelbert de Hurne,
- Engelbert de Hurnen,
- Henry de Horn, † 1196
- William,
- Engelbert,
- Gerhard van Horn
- Guillaume I de Horn, † 1264/65,
- Engelbert de Horn, 1212/64
- Guillaume II de Horn, † 1300/1301;
- Guillaume III de Horn, † 1301,
- Gerhard I, † 1330,
- Guillaume IV de Horn, † 1343,
- Gerhard II, X 1345,
- Guillaume V de Horn, 1344/57
- Guillaume VI de Horn, † 1417,
- Guillaume VII de Horn, † 1433,

### Comtes de Horn
- 1428-1440 : Frédéric de Moers, vogt pour Jacques Ier
- 1440-1471 : Jacques I de Hornes[4]
- 1471-1486 : Jacques II de Hornes
- 1501-1531 : Jacques III de Hornes
- 1531-1540 : Jean de Hornes
- 1540-1568 : Philippe de Montmorency
- 1568-1795 : Les princes-évêques de Liège

### Princes de Horn
- Christian I van Horne (Montmorency), Prince de Horne (1569-1658)
- Christian II van Horne (Montmorency), Prince de Horne (1658-1658)
- Cornelius van Horne (Montmorency), Prince de Horne (1658-1729)
- Diederik van Horne (Montmorency), Prince de Horne (1729-?)